# Erovnuli Liga 2021
La Erovnuli Liga 2021 o Crystalbet Erovnuli Liga 2021 fue la edición número 33 de la Erovnuli Liga, la primera división del fútbol de Georgia. La temporada comenzó el 27 de febrero y culminó el 12 diciembre del mismo año.
El Dinamo Tiflis fue el campeón defensor tras ganar la temporada pasada el 18.° título de liga de su historia.

## Sistema de competición
Los diez equipos participantes jugaron entre sí todos contra todos cuatro veces totalizando 36 partidos cada uno, al término de la fecha 36 el primer clasificado se coronó campeón y obtuvo un cupo para la Primera ronda de la Liga de Campeones de la UEFA 2022-23, mientras que el segundo y tercer clasificado obtuvieron un cupo para la Primera ronda de la Liga Europa Conferencia de la UEFA 2022-23; por otro lado el último clasificado descendió a la Erovnuli Liga 2 2022, el penúltimo y antepenúltimo jugaron los Play-offs por la permanencia ante dos equipos de la Erovnuli Liga 2 2021.
Un tercer cupo para la Primera ronda de la Liga Europa Conferencia de la UEFA 2022-23 fue asignado al campeón de la Copa de Georgia.

## Ascensos y descensos
Merani descendió la temporada pasada tras quedar último, después de una sola temporada, por su parte Chikhura Sachkhere descendió tras perder en el play-off. Shukura Kobuleti volvió a la Erovnuli Liga tras 3 años de ausencia, después de salir campeón de la Erovnuli Liga 2, mientras que Samgurali vuelve tras 18 años de ausencia, después de vencer en el play-off.
| Pos. | Descendidos de la Erovnuli Liga 2020 |
| ---- | ------------------------------------ |
| 9.º  | Chikhura Sachkhere                   |
| 10.º | Merani Tbilisi                       |

| Pos. | Ascendidos de la Erovnuli Liga 2 2020. |
| ---- | -------------------------------------- |
| 1.º  | Shukura Kobuleti                       |
| 2.º  | Samgurali                              |

## Equipos participantes
| Equipo             | Ciudad     | Estadio                   | Capacidad |
| ------------------ | ---------- | ------------------------- | --------- |
| Dila Gori          | Gori       | Estadio Tengiz Burjanadze | 8230      |
| Dinamo Batumi      | Batumi     | Chele Arena               | 6000      |
| Dinamo Tiflis      | Tiflis     | Estadio Borís Paichadze   | 54 549    |
| Locomotive Tbilisi | Tiflis     | Estadio Mikheil Meskhi    | 27 223    |
| Saburtalo Tbilisi  | Tiflis     | Estadio Mikheil Meskhi    | 27 223    |
| Samgurali          | Tskhaltubo | Estadio 26 de Mayo        | 12 000    |
| Samtredia          | Samtredia  | Erosi Manjgaladze Stadium | 5000      |
| Shukura Kobuleti   | Kobuleti   | Chele Arena               | 6000      |
| Telavi             | Telavi     | Estadio Givi Chokheli     | 12 000    |
| Torpedo Kutaisi    | Kutaisi    | Estadio Ramaz Shengelia   | 19 400    |

## Tabla de posiciones
| Pos. | Equipo               | Pts. | PJ | G  | E  | P  | GF | GC | Dif. | Clasificación o descenso                                  |
| ---- | -------------------- | ---- | -- | -- | -- | -- | -- | -- | ---- | --------------------------------------------------------- |
| 1    | Dinamo Batumi (C)    | 75   | 36 | 21 | 12 | 3  | 73 | 27 | +46  | Primera fase clasificatoria de la Liga de Campeones       |
| 2    | Dinamo Tiflis        | 70   | 36 | 21 | 7  | 8  | 59 | 28 | +31  | Primera fase clasificatoria de la Liga Europa Conferencia |
| 3    | Dila Gori            | 61   | 36 | 17 | 10 | 9  | 48 | 35 | +13  | Primera fase clasificatoria de la Liga Europa Conferencia |
| 4    | Saburtalo Tbilisi    | 57   | 36 | 15 | 12 | 9  | 52 | 41 | +11  | Primera fase clasificatoria de la Liga Europa Conferencia |
| 5    | Lokomotivi Tbilisi   | 53   | 36 | 15 | 8  | 13 | 59 | 61 | −2   |                                                           |
| 6    | Telavi               | 44   | 36 | 12 | 8  | 16 | 35 | 53 | −18  |                                                           |
| 7    | Samgurali            | 41   | 36 | 9  | 14 | 13 | 34 | 46 | −12  |                                                           |
| 8    | Torpedo Kutaisi      | 40   | 36 | 9  | 13 | 14 | 38 | 44 | −6   | Promoción por la permanencia                              |
| 9    | Shukura Kobuleti (D) | 27   | 36 | 5  | 12 | 19 | 28 | 48 | −20  | Promoción por la permanencia                              |
| 10   | Samtredia (D)        | 21   | 36 | 5  | 6  | 25 | 33 | 76 | −43  | Descendido a Erovnuli Liga 2 2022                         |

 Fuente: Erovnuli Liga, Soccerway
Criterios de clasificación: 1) Puntos; 2) Puntos en partidos directos; 3) Diferencia de gol en partidos directos; 4) Goles anotados en partidos directos; 5) Goles de visitante en partidos directos (solo en caso de dos equipos); 6) Diferencia de gol; 7) Goles anotados.
Notas:
1. ↑  Saburtalo Tbilisi clasificó a la Liga Europa Conferencia como campeón de la Copa de Georgia 2021.

## Tabla de resultados
| Local \ Visitante  | DIL | DBT | DTB | LOC | SAB | SMG | SAM | SHU | TEL | TKU |
| ------------------ | --- | --- | --- | --- | --- | --- | --- | --- | --- | --- |
| Dila Gori          |     | 2–1 | 2–0 | 0–0 | 1–2 | 1–2 | 1–1 | 1–0 | 1–1 | 1–1 |
| Dinamo Batumi      | 2–0 |     | 1–0 | 1–1 | 4–1 | 2–0 | 2–0 | 1–1 | 3–0 | 1–1 |
| Dinamo Tiflis      | 1–0 | 0–1 |     | 2–0 | 4–3 | 1–1 | 2–1 | 1–1 | 1–0 | 1–0 |
| Lokomotivi Tbilisi | 1–2 | 2–1 | 1–3 |     | 0–1 | 2–3 | 3–1 | 2–1 | 3–2 | 3–1 |
| Saburtalo Tbilisi  | 3–0 | 0–0 | 0–4 | 2–0 |     | 2–0 | 4–0 | 2–2 | 0–0 | 0–0 |
| Samgurali          | 1–2 | 0–0 | 2–0 | 1–3 | 0–0 |     | 0–1 | 1–0 | 1–1 | 2–1 |
| Samtredia          | 0–2 | 0–2 | 0–2 | 3–4 | 2–3 | 2–3 |     | 2–2 | 2–1 | 0–0 |
| Shukura Kobuleti   | 1–1 | 1–8 | 0–2 | 0–1 | 0–0 | 2–0 | 1–0 |     | 2–0 | 0–2 |
| Telavi             | 0–2 | 1–2 | 0–3 | 2–2 | 0–2 | 0–0 | 1–0 | 1–0 |     | 0–4 |
| Torpedo Kutaisi    | 1–0 | 0–1 | 0–2 | 1–3 | 1–1 | 0–0 | 1–1 | 0–0 | 2–2 |     |

| Local \ Visitante  | DIL | DBT | DTB | LOC | SAB | SMG | SAM | SHU | TEL | TKU |
| ------------------ | --- | --- | --- | --- | --- | --- | --- | --- | --- | --- |
| Dila Gori          |     | 2–2 | 1–0 | 2–1 | 0–0 | 2–0 | 3–1 | 1–0 | 1–3 | 1–2 |
| Dinamo Batumi      | 2–2 |     | 1–1 | 7–3 | 4–0 | 3–0 | 3–1 | 2–2 | 2–0 | 3–1 |
| Dinamo Tiflis      | 0–0 | 1–2 |     | 3–2 | 2–1 | 1–2 | 5–1 | 2–0 | 4–0 | 1–0 |
| Lokomotivi Tbilisi | 0–4 | 0–0 | 2–2 |     | 3–2 | 2–2 | 4–2 | 1–0 | 2–3 | 1–1 |
| Saburtalo Tbilisi  | 0–0 | 1–1 | 0–1 | 1–2 |     | 2–1 | 5–1 | 2–1 | 2–1 | 3–0 |
| Samgurali          | 1–3 | 0–3 | 2–2 | 0–0 | 1–1 |     | 4–0 | 0–0 | 0–1 | 0–0 |
| Samtredia          | 1–2 | 1–0 | 0–0 | 1–0 | 0–2 | 1–2 |     | 1–1 | 0–2 | 4–1 |
| Shukura Kobuleti   | 4–0 | 0–2 | 0–4 | 0–1 | 1–2 | 0–0 | 2–0 |     | 1–1 | 0–1 |
| Telavi             | 0–2 | 0–1 | 1–0 | 2–1 | 2–1 | 1–1 | 2–1 | 2–1 |     | 1–3 |
| Torpedo Kutaisi    | 0–3 | 2–2 | 0–1 | 0–1 | 1–1 | 4–1 | 4–1 | 2–1 | 0–1 |     |

## Promoción por la permanencia
| Equipo 1         | Agr. | Equipo 2        | Ida | Vuelta |
| ---------------- | ---- | --------------- | --- | ------ |
| Merani Martvili  | 2–3  | Torpedo Kutaisi | 2–0 | 0–3    |
| Shukura Kobuleti | 0–1  | Gagra           | 0–0 | 0–1    |

## Goleadores
| Pos. | Jugador                | Club               | Goles |
| ---- | ---------------------- | ------------------ | ----- |
| 1    | Zoran Marušić          | Dinamo Tiflis      | 16    |
| 2    | Giorgi Pantsulaia      | Dinamo Batumi      | 13    |
| 3    | Jaba Jighauri          | Dinamo Batumi      | 13    |
| 3    | Irakli Sikharulidze    | Lokomotivi Tbilisi | 12    |
| 4    | Sergo Kukhianidze      | Samgurali          | 11    |
| 5    | Tornike Kapanadze      | Dila Gori          | 10    |
| 5    | Giorgi Gabedava        | Dinamo Tiflis      | 10    |
| 6    | Dmitri Mandrichenko    | Saburtalo Tbilisi  | 9     |
| 6    | Iuri Tabatadze         | Saburtalo Tbilisi  | 9     |
| 6    | Vladimer Mamuchashvili | Dinamo Batumi      | 9     |